# Ajmonia capucina
Ajmonia capucina là một loài nhện trong họ Dictynidae.
Loài này thuộc chi Ajmonia. Ajmonia capucina được Ehrenfried Schenkel-Haas miêu tả năm 1936.